# 放射平衡
放射平衡（ほうしゃへいこう）は物理学用語の1つで、逐次崩壊や系列崩壊において元の放射性同位体（親核種）が崩壊してできた次の核種（娘核種）との放射能の量的な関係が、時間的にほぼ一定の比率で推移する状態を指す。

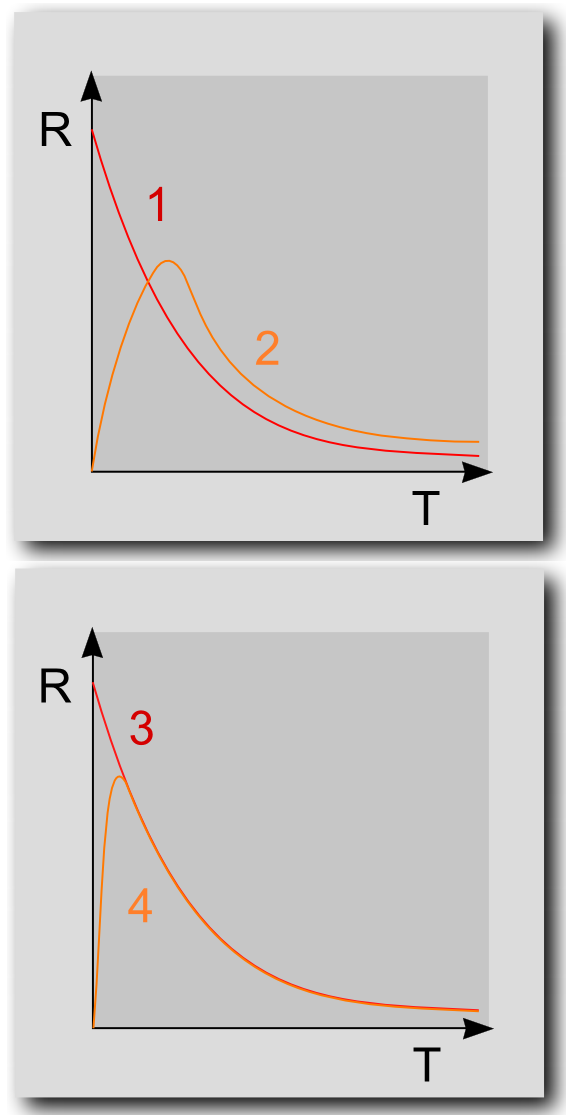
過渡平衡（上）と永続平衡（下）
1.過渡平衡の親核種 2.過渡平衡の娘核種 3.永続平衡の親核種 4.永続平衡の娘核種（この図では正確に表されていないが、親核と娘核の放射能が一致したところでは、娘核の放射能の曲線の接線の傾きはゼロになる）

親核種と娘核種はそれぞれ一定値の半減期を持つため、親核種が生成されて以後ある程度時間が経過すれば、両者の放射能の比率は一定の比率で安定となり平衡状態となる。

## 過渡平衡
親核種と娘核種の半減期がそれほど離れていなければ、娘核種の放射能量が親核種の放射能量を追い越して、両者の比率が平衡状態となる。これを過渡平衡（かとへいこう）と呼ぶ。

## 永続平衡
親核種の半減期が娘核種の半減期よりも圧倒的に長ければ、親核種の崩壊が娘核種の量を決めるために、親核種の放射能量と娘核種の放射能量は等しくなり、親核種の半減期カーブに沿って時間と共に減衰してゆく。これを永続平衡（えいぞくへいこう）と呼ぶ。